# Setmana Olímpica de Vela de Barcelona
La Setmana Olímpica de Vela de Barcelona - Trofeu Ciutat de Barcelona de Vela és una competició de vela lleugera que es disputa a Barcelona cada any des de 1993. Reuneix als millors professionals de la vela d'arreu, essent catalogada de nivell 2 per la ISAF, la qual representa la màxima categoria de les competicions de vela després dels mundials i els Jocs Olímpics, que són de nivell 1.
La competició, on estan representades totes les classes olímpiques, reuneix als millors especialistes del moment al món. Es disputa entre els mesos de març i abril en quatre camps de regates situats enfront del Port Olímpic de Barcelona, al mateix lloc on es disputaren les proves de vela dels Jocs Olímpics de Barcelona 1992.
L'edició del 2006 reuní més de 200 regatistes de classes olímpiques de 28 països diferents.